# Hanaa Al-Ramli
Hanaa Al-Ramli (en árabe: هناء الرملي‎) (Yeda, 7 de octubre de 1961) es una ingeniera, escritora, investigadora y activista jordano-palestina en el campo de la tecnología de la información y la cultura de Internet. Es consultora en para diversos canales de medios, estaciones de radio, periódicos y sitios web especializados.

## Trayectoria
Nació el 7 de octubre de 1961 en Yeda, de padre palestino (Salah al-Din al-Ramli) y madre siria (Nadia Haj Qassem) desplazados desde la ciudad de Jaffa en Palestina tras la Nakba de 1948. Se graduó en el Departamento de Ingeniería Civil de la Universidad de Tishreen en 1983. Toda la familia se mudó a varios países árabes y actualmente ella vive entre Amán en Jordania y Montreal en Canadá.
Desde 1996 ha publicado sus artículos en lengua árabe en el sitio web Naseej y artículos especializados en tecnología de la información en páginas web de tecnología y en periódicos árabes y canadienses. Es considerada una de las primeras mujeres diseñadora de páginas web árabes que brindan servicios públicos a los usuarios desde los inicios de Internet. Creó el sitio web Hana Net Cards en 2000 y el sitio web del caricaturista palestino Naji Al-Ali en 2002.
En 2005, ganó el Premio a la Mujer Creativa de la Jordanian Engineers Association (Asociación de Ingenieros de Jordania). En 2007, dirigió la película The Icon, que trata sobre Handala. Fue proyectada en numerosos países. En 2013 recibió un galardón de reconocimiento y el título de "life changer" de la organización Save the Children. Ese mismo año, la Fundación Diaconía Sueca y los medios de comunicación suecos le otorgaron el título de "The Woman Who Fights Poverty with Books (La mujer que lucha contra la pobreza con libros)".
Fue oradora invitada en Suecia y en la Feria Internacional del Libro de Gotemburgo. En 2014, Facebook la eligió como activista social y de éxito en el uso de Facebook para el trabajo comunitario y la creación de iniciativas comunitarias. También fue seleccionada para participar en un diálogo entre la dirección de Facebook y la activista paquistaní Malala Yousafzai.
También ha trabajado en iniciativas, proyectos y campañas de concientización sobre la cultura de Internet. En 2004, lanzó el programa "Cultura Comunitaria de Internet" para concienciar sobre hacer un uso consciente, responsable y civilizado de los usuarios de Internet de todas las edades. En 2012 trabajó en un proyecto, "The Internet's Sun - Birds of the Sun", cuyo objetivo es rehabilitar a niñas huérfanas en campos de refugiados desarrollando sus habilidades y pasatiempos y utilizando Internet como plataforma mediática para transmitir su voz al mundo.
Desde 2013, Hana trabaja en el campo de la cultura de Internet en el programa "Digital" de Radio Monte Carlo International. En 2014 dio una serie de conferencias en Amán tituladas "Internet y la familia - Más Ventajas Menos Riesgos."
En 2015, Hana trabajó en el proyecto "Generación, confianza y seguridad en Internet", cuyo objetivo es educar a niños y jóvenes sobre las formas de protegerse contra el ciberacoso y el acoso sexual en línea. Ese mismo año trabajó en el proyecto "Generación Internet sin Fronteras".
También escribió el libro Abtal Al-Internet, que trata sobre las ventajas de Internet y sus peligros. Da orientación y consejos a los jóvenes, permitiéndoles protegerse del acoso cibernético y sexual a través de la red.